# 碧南海浜水族館
碧南海浜水族館（へきなんかいひんすいぞくかん）は、愛知県碧南市浜町の碧南市臨海公園内にある市立の水族館である。
ここでは、碧南海浜水族館2階に所在する碧南市青少年海の科学館についても記述する。

## 概要
1982年（昭和57年）7月4日に開館。建物の1階に水族館、2階に碧南市青少年海の科学館があり、2つの施設を合わせた総称として碧南マリンドームとも呼ばれる。水族館には、日本沿岸の魚類を約300種4000尾と矢作川・伊勢湾・三河湾などに生息する地域の魚などを展示している。
また、小学生などを対象とした写生大会やサマースクール、工作教室や一般を対象とした自然観察会などのイベントも開催されている。

## 碧南市青少年海の科学館
碧南市青少年海の科学館（へきなんしせいしょうねんうみのかがくかん）は、碧南海浜水族館の2階にある科学館。「水 - 森から海 -」をメインテーマとしており、遊んで学べるクイズラリーなど参加体験型の展示をしている。また、研修室や創作室などの施設も備えている。

## 建築概要
- 敷地面積：120,000m2[2]
- 建築面積：2,132m2[2]
- 延べ面積：水族館 1,965m2、科学館 1,105m2 [2]
- 構造：RC造[2]
- 階数：地上2階[2]

## 利用案内
- 開館時間
  - 通常 : 9:00 - 17:00
  - 夏休み期間中 : 9:00 - 18:00
- 休館日 
  - 毎週月曜日。月曜日が休日の場合は翌日。
- 入場料
  - 水族館 : 大人520円（15歳以上）・小人210円（4歳 - 14歳）
  - 科学館 : 無料

## 所在地
- 愛知県碧南市浜町2-3

## 交通アクセス
- 名鉄三河線「碧南駅」より徒歩で約15分。
- 名鉄三河線「碧南中央駅」発くるくるバス「海浜水族館」バス停下車。